# Tubarão-galha-branca-oceânico
O tubarão-galha-branca-oceânico (nome científico: Carcharhinus longimanus) é um grande tubarão pelágico da família dos carcarinídeos (Carcharhinidae) que habita mares tropicais e temperados quentes. Seu corpo atarracado é mais notável por suas barbatanas longas, de ponta branca e arredondadas. Embora lento, é oportunista e agressivo, e tem a reputação de ser perigoso para os sobreviventes de naufrágios. Estudos recentes mostram populações em declínio acentuado porque suas grandes barbatanas são altamente valorizadas como o principal ingrediente da sopa de barbatanas de tubarão e, como acontece com outras espécies de tubarões, enfrenta pressão crescente de pesca em toda a sua extensão.

## Etimologia
O nome vernáculo tubarão tem origem obscura, mas pode derivar de alguma das línguas nativas do Caribe. Seu registro mais antigo ocorre em 1500, como tubaram, na Carta de Pero Vaz de Caminha, e então como tuberão, em 1721.

## Taxonomia
O tubarão-galha-branca-oceânico foi descrito em 1831 pelo naturalista René-Primevère Lesson, que o nomeouCarcharhinus maou. Em seguida, foi descrito pelo cubano Felipe Poey em 1861 comoSqualus longimanus. O nomePterolamiops longimanus também foi usado. O epítetolongimanus refere-se ao tamanho de suas barbatanas peitorais (longimanus é traduzido do latim como "mãos longas"). As regras da Comissão Internacional de Nomenclatura Zoológica são que, em geral, a primeira descrição publicada tem prioridade; portanto, o nome científico válido para o tubarão-galha-branca-oceânico deve serCarcharhinus maou. No entanto, o nome de Lesson permaneceu esquecido por tanto tempo queCarcharhinus longimanus continua sendo amplamente aceito.

## Distribuição e habitat
O tubarão-galha-branca-oceânico é encontrada globalmente em oceanos profundos e abertos, com uma temperatura superior a 18 °C (64 °F), embora excepcionalmente ocorra em águas tão frias quanto 15 °C (59 °F). Prefere águas entre 20 e 28 °C (68-82 °F) e tende a se retirar das áreas quando as temperaturas caem fora desses limites. Já foi extremamente comum e amplamente distribuído, e ainda habita uma ampla faixa ao redor do globo; no entanto, estudos recentes sugerem que seus números diminuíram drasticamente. Uma análise dos dados dos EUA entre 1992 e 2000 (cobrindo o Noroeste e o Atlântico Central Ocidental) estimou um declínio de 70% nesse período. É encontrado em todo o mundo entre 45°N e 43°S de latitude. Em setembro de 2004, um tubarão-galha-branco-oceânico errante de 2,3 metros (7,5 pés) foi visto nas águas salobras do fiorde Gullmarn, na Suécia; morreu pouco depois. Este é o único registro do norte da Europa e muito ao norte de seu limite de alcance normal.
O tubarão passa a maior parte do tempo na camada superior do oceano - a uma profundidade de 150 metros (490 pés) - e prefere áreas de mar aberto e oceânicas profundas. De acordo com dados de captura, o aumento da distância da terra se correlaciona com uma maior população de tubarões. Ocasionalmente, é encontrado perto da terra, em águas tão rasas quanto 37 metros (120 pés), principalmente em torno de ilhas mesoceânicas, como o Havaí, ou em áreas onde a plataforma continental é estreita com acesso a águas profundas próximas. É tipicamente solitário, embora tenham sido observadas reuniões onde a comida é abundante. Ao contrário de muitos animais, não tem um ciclo diurno e é ativo tanto de dia quanto de noite. Seu estilo de natação é lento, com nadadeiras peitorais bem espalhadas. Apesar de seu isolamento habitual de membros de sua própria espécie, peixes-piloto (Naucrates ductor), dourados-do-mar (Coryphaena hippurus) e rêmoras podem acompanhá-lo. Em 1988, Jeremy Stafford-Deitsch relatou ter visto um indivíduo acompanhado por uma baleia-piloto (Globicephala macrorhynchus).

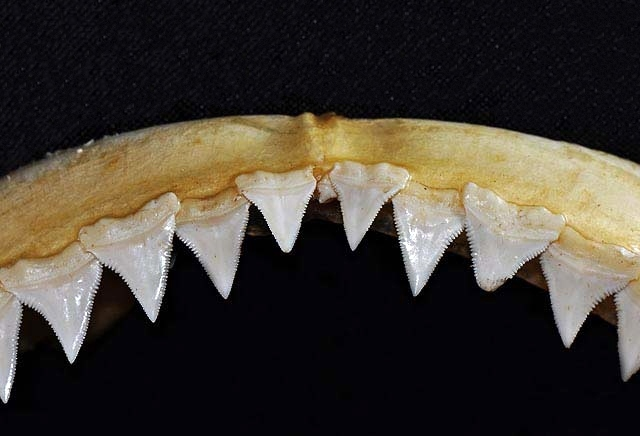
Dentes superiores

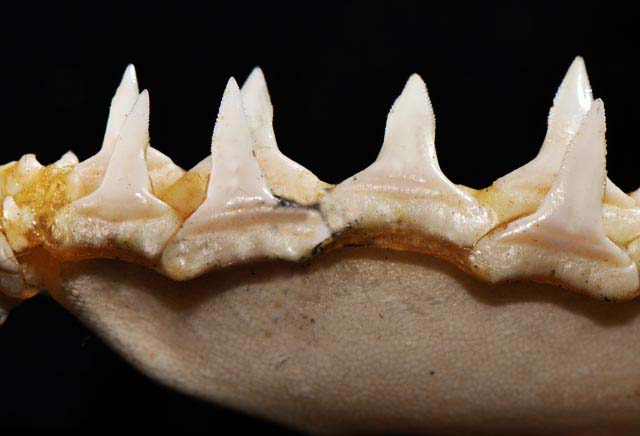
Dentes inferiores

## Descrição
As características mais distintivas do tubarão-galha-branca-oceânico são as suas longas barbatanas peitorais e dorsais em forma de asa. As barbatanas são significativamente maiores do que a maioria das outras espécies de tubarões e são visivelmente arredondadas. O nariz é arredondado e seus olhos são circulares, com membranas nictitantes. Tem um corpo de tubarão 'típico', embora um tanto achatado, muitas vezes com um aspecto levemente corcunda. É cinza-bronze dorsalmente e branco ventralmente, com algumas manchas nas barbatanas. O tubarão-galha-branco-oceânico é um carcarinídeo de tamanho médio. O maior espécime já capturado mediu 4 metros (13 pés), um tamanho excepcionalmente grande, considerando que poucos espécimes são conhecidos por exceder um comprimento de 3 metros (9,8 pés). O maior peso relatado foi de 170 quilos (370 libras). A fêmea é tipicamente maior que o macho em 10 centímetros (3,9 polegadas). Os machos atingem a maturidade sexual entre 1,7 a 1,9 metros (5,6 a 6,2 pés) e as fêmeas em cerca de 1,8 a 2,0 metros (5,9 a 6,6 pés). No Golfo do México na década de 1950, o peso médio dos tubarões-galha-branco-oceânicos era de 86,4 quilos (190 libras). Na década de 1990, os tubarões das espécies da mesma área pesavam em média apenas 56,1 quilos (124 libras).
A maioria das suas barbatanas (dorsal, peitoral, pélvica e caudal) tem pontas brancas (espécimes juvenis e alguns adultos podem não as ter). Juntamente com as pontas brancas, as barbatanas podem ser manchadas e os espécimes jovens podem ter marcas pretas. Uma marcação em forma de sela pode ser aparente entre a primeira e a segunda barbatana dorsal. O tubarão tem vários tipos de dentes. Aqueles na mandíbula (mandíbula inferior) têm uma ponta fina e serrilhada e são relativamente pequenos e triangulares (um pouco semelhantes a presas). Entre 13 e 15 dentes estão de cada lado da sínfise. Os dentes no maxilar superior são triangulares, mas muito maiores e mais largos com bordas totalmente serrilhadas — 14 ou 15 ocorrem ao longo de cada lado da sínfise. Os dentículos ficam planos e normalmente têm entre cinco e sete cristas.

## Alimentação
O tubarão-galha-branca-oceânico se alimenta principalmente de cefalópodes pelágicos e peixes ósseos. No entanto, sua dieta pode ser muito mais variada e menos seletiva - sabe-se que come polinemídeos (Polynemidae), Myliobatoidei (arraias), tartarugas-marinhas (Chelonioidea), pássaros, gastrópodes, crustáceos e carniça de mamíferos. Os peixes ósseos de que se alimenta incluem Alepisaurus, regalecídeos (Regalecidae), barracudas, carangídeos (Carangidae), dourados-do-mar, marlins, atum (Thunnini) e cavalinhas. Seus métodos de alimentação incluem morder grupos de peixes e nadar entre cardumes de atum com a boca aberta. Ao se alimentar com outras espécies, torna-se agressivo. Peter Benchley, autor de Jaws, observou este tubarão nadando entre baleias-piloto e comendo suas fezes.

## Comportamento

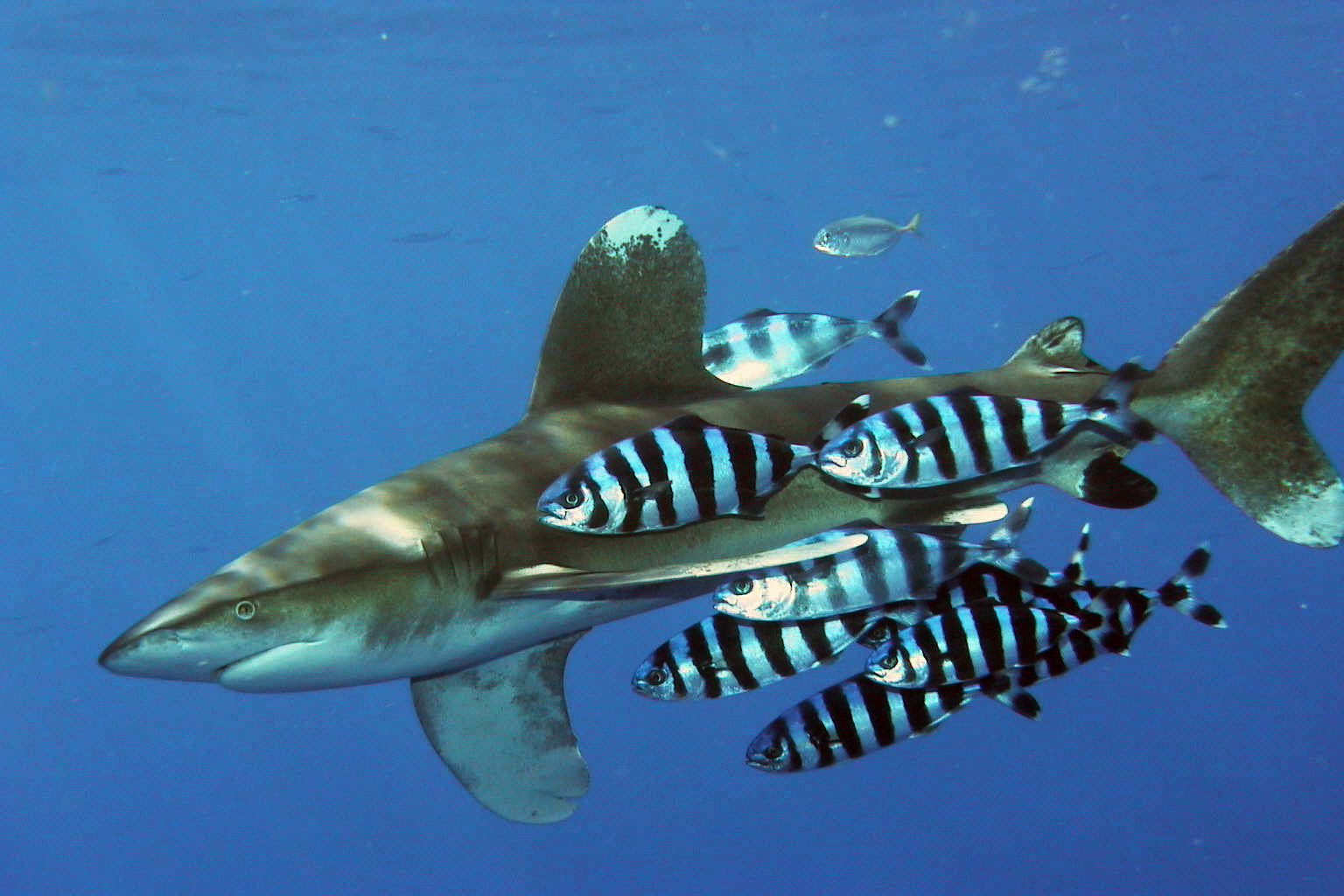
Tubarão-galha-branca-oceânico fotografado no recife Elphinstone, Mar Vermelho, Egito, acompanhado por peixes-piloto

O tubarão-galha-branca-oceânico é geralmente solitário e lento, e tende a cruzar perto do topo da coluna de água, cobrindo vastas extensões de água vazia em busca de possíveis fontes de alimento. Evidências na forma de cicatrizes de ventosas na pele de um indivíduo filmado no Havaí indicam que a espécie também pode mergulhar fundo o suficiente para lutar com lulas-gigantes (Architeuthis ssp). Até o século XVI, os tubarões eram conhecidos pelos marinheiros como "cães do mar" e o tubarão-galha-branco-oceânico, o tubarão mais comum que segue navios, exibe um comportamento semelhante ao de um cão quando seu interesse é despertado: quando atraído por algo que parece ser comida, seus movimentos tornam-se mais ávidos e se aproxima com cautela, mas teimosamente, recuando e mantendo uma distância segura se for expulso, mas pronto para se precipitar se a oportunidade se apresentar. Os tubarões-galha-branca-oceânicos não são nadadores rápidos, mas são capazes de surpreendentes rajadas de velocidade. Comumente competem por comida com tubarões-seda (Carcharhinus falciformis), compensando seu estilo de natação relativamente tranquilo com exibições agressivas.
Os grupos geralmente se formam quando os indivíduos convergem para uma fonte de alimento. A segregação por sexo e tamanho não parece ocorrer. Seguem cardumes de atum ou lula, e trilham grupos de cetáceos como golfinhos e baleias-piloto, vasculhando suas presas. Seu instinto é seguir as migrações de iscas que acompanham os navios oceânicos. Quando a caça às baleias ocorria em águas quentes, eram muitas vezes responsáveis por grande parte dos danos às carcaças flutuantes.

## Reprodução
A época de acasalamento é no início do verão no noroeste do Oceano Atlântico e sudoeste do Oceano Índico, embora as fêmeas capturadas no Pacífico tenham sido encontradas com embriões durante todo o ano, sugerindo uma estação de acasalamento mais longa lá. O tubarão é vivíparo - os embriões se desenvolvem no útero e são alimentados por um saco placentário. Seu período de gestação é de um ano. Os tamanhos das ninhadas variam de um a 15 com os filhotes nascidos com um comprimento de cerca de 0,6 metros (24 polegadas). A maturidade sexual é alcançada em torno de 1,75 metros (69 polegadas) para machos e 2 metros (80 polegadas) para fêmeas.

## Relações com seres humanos

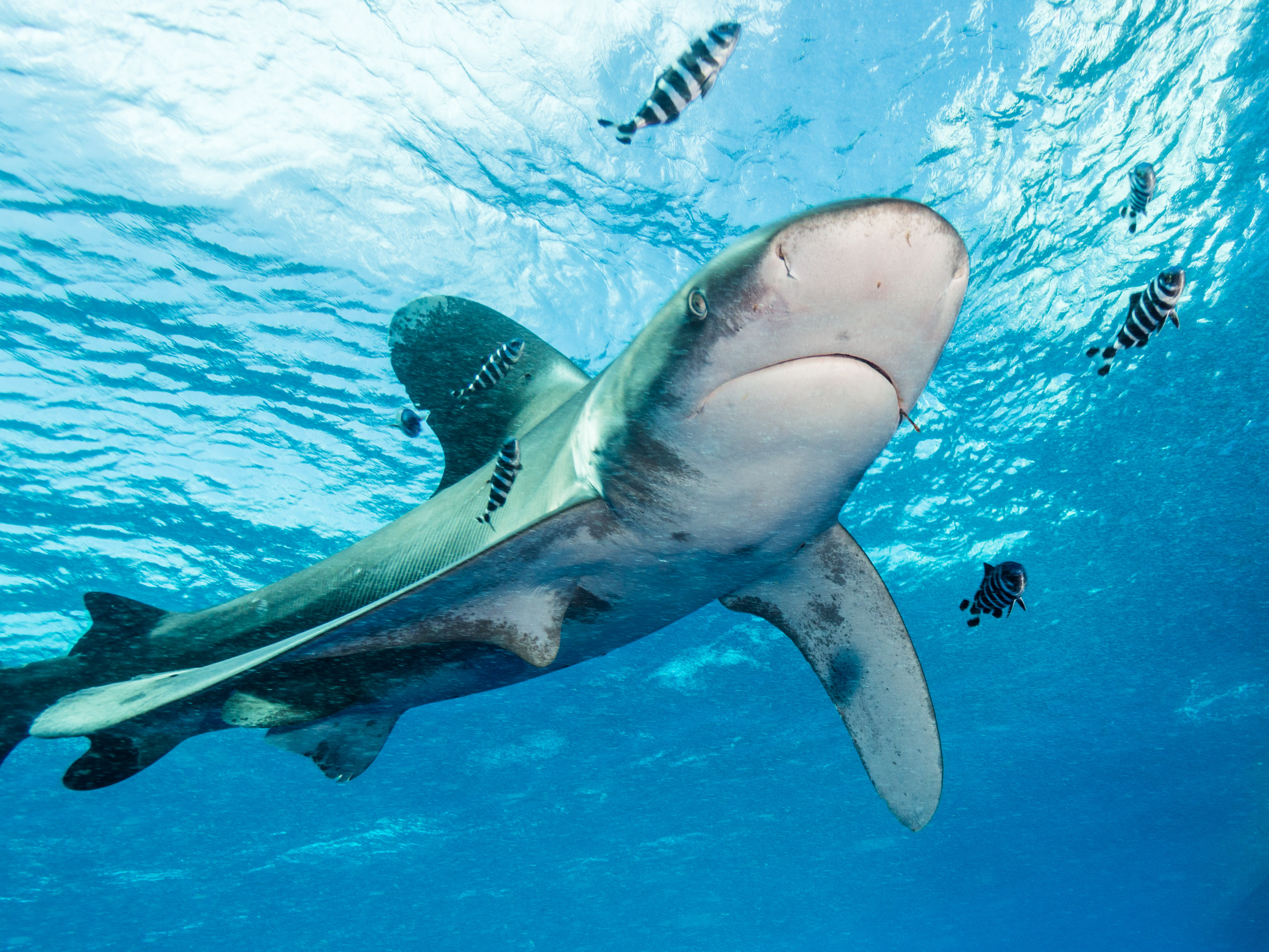
Exemplar com um anzol preso em sua boca

O tubarão-galha-branca-oceânico é uma espécie comercialmente importante por suas barbatanas, carne e óleo. É comido fresco, defumado, seco e salgado e sua pele é usada para couro. Está sujeito à pressão da pesca em praticamente toda a sua extensão, embora seja mais frequentemente capturado incidentalmente, uma vez que é atraído para isca de espinhel destinada a outras espécies. O pesquisador oceanográfico Jacques Cousteau descreveu-o como "o mais perigoso de todos os tubarões". Apesar da maior notoriedade do grande tubarão-branco e outros tubarões habitualmente encontrados mais perto da costa, suspeita-se que o tubarão-galha-branca-oceânico seja responsável por muitas mordidas fatais de tubarão em humanos, como resultado da predação de sobreviventes de naufrágios ou aeronaves derrubadas. Tais incidentes não estão incluídos nos índices comuns de mordida de tubarão para os séculos XX e XXI e, como resultado, o galha-branca-oceânico não tem o maior número de incidentes registrados; apenas cinco mordidas foram registradas em 2009.
Depois que o USS Indianápolis foi torpedeado em 30 de julho de 1945, a maioria dos marinheiros que sobreviveram ao naufrágio morreu devido à exposição aos elementos ao invés de mordidas de tubarão. No entanto, de acordo com relatos de sobreviventes publicados em vários livros sobre tubarões e ataques de tubarões, potencialmente centenas de tripulantes do Indianápolis foram mortos por tubarões antes que um avião os visse no 5.º dia após o naufrágio. Acredita-se que os tubarões-galha-brancas-oceânicos tenham sido responsáveis pela maioria, se não todos, desses ataques. Também durante a Segunda Guerra Mundial, o RMS Nova Escócia, um navio a vapor que transportava cerca de mil pessoas perto da África do Sul, foi afundado por um submarino alemão. Cento e noventa e duas pessoas sobreviveram; muitas mortes foram atribuídas ao galha-branca-oceânico.
No Egito, em 2010, uma tubarão-galha-branca-oceânico foi implicada em várias mordidas em turistas no Mar Vermelho perto de Sharm el-Sheikh. O tubarão foi reconhecido individualmente pela marca de mordida retirada do lobo superior da cauda. Evidências acumuladas revelaram que este tubarão foi condicionado a ser alimentado à mão. Ao associar os mergulhadores a um abastecimento fácil de alimentos, mordeu os mergulhadores e praticantes de snorkel nas áreas do corpo onde tinha visto os peixes serem mantidos, ou seja, nas pochetes que os mergulhadores carregavam. Isso fez com que o tubarão mirasse nas regiões das nádegas e coxas dos mergulhadores na esperança de obter uma refeição. Os ataques em Sharm el-Sheikh em 2010 resultaram em uma morte e quatro ferimentos em humanos. Os ataques podem ter sido instigados pela pesca excessiva naquela área do Mar Vermelho, efetivamente forçando o tubarão a se aproximar da costa onde as mordidas ocorreram.

## Cativeiro
O tubarão-galha-branca-oceânico se saiu melhor em cativeiro do que outros grandes tubarões do oceano aberto, como o mako (Isurus oxyrinchus) e o tubarão-azul (Prionace glauca). Entre as cinco galha-brancas-oceânico em cativeiro registradas, três com registros de tempo viveram mais de um ano em cativeiro. Um deles, uma fêmea na exposição Outer-Bay do Aquário da baía de Monterey, viveu por mais de três anos antes de morrer em 2003, durante o qual cresceu 0,3 metros (1 pé). Os dois restantes não têm um registro de tempo, mas cresceram cerca de 0,5 m (1,6 pés) durante seu tempo em cativeiro.

## Estado de conservação
Em 1969, Lineaweaver e Backus escreveram sobre o tubarão-galha-branca-oceânico: "[é] extraordinariamente abundante, talvez o animal de grande porte mais abundante, com mais de 45 quilos, na face da terra". Pouco estudo populacional adicional ocorreu até 2003, quando os números foram estimados em até 70% no Noroeste e no Atlântico Central Ocidental entre 1992 e 2000. Outro estudo com foco no Golfo do México, usando uma combinação de dados de pesquisas de espinhel pelágico dos Estados Unidos de meados da década de 1950 e observações do final da década de 1990, estimou um declínio nos números nesta região de 99,3% durante esse período. No entanto, as mudanças nas práticas de pesca e nos métodos de coleta de dados complicam as estimativas.
Como resultado dessas descobertas, sua situação na Lista Vermelha da União Internacional para a Conservação da Natureza (UICN / IUCN) foi movido para "criticamente em perigo" globalmente. Sob o Acordo da Organização das Nações Unidas (ONU) de 1995 sobre a Conservação e Gestão de Estoques de Peixes Transzonais e Estoques de Peixes Altamente Migratórios, os estados costeiros e pesqueiros são especificamente obrigados a adotar medidas para conservar as espécies listadas, mas pouco progresso é visível para o tubarão-galha-branca-oceânico. A partir de 3 de janeiro de 2013, o tubarão foi totalmente protegido nas águas territoriais da Nova Zelândia sob o Wildlife Act 1953. O Departamento de Conservação da Nova Zelândia classificou o tubarão-galha-branco-oceânico como "Migrante" com o qualificador "Seguro no Exterior" sob o Sistema de Classificação de Ameaças da Nova Zelândia. Em 2005, no Brasil, foi listado como vulnerável na Lista de Espécies da Fauna Ameaçadas do Espírito Santo; em 2007, como vulnerável na Lista de espécies de flora e fauna ameaçadas de extinção do Estado do Pará; em 2012, como vulnerável na Lista das Espécies da Fauna Ameaçada de Extinção em Santa Catarina; em 2014, como vulnerável na Lista das Espécies da Fauna Ameaçadas de Extinção no Rio Grande do Sul; em 2014, como vulnerável na Portaria MMA N.º 444 de 17 de dezembro de 2014; em 2017, como vulnerável na Lista Oficial das Espécies da Fauna Ameaçadas de Extinção do Estado da Bahia; e 2018, como vulnerável no Livro Vermelho da Fauna Brasileira Ameaçada de Extinção do Instituto Chico Mendes de Conservação da Biodiversidade (ICMBio).
Em março de 2013, três tubarões de valor comercial ameaçados de extinção, os tubarões-martelo, o tubarão-galha-branca-oceânico e o Lamna nasus foram adicionados ao Apêndice II da Convenção sobre o Comércio Internacional das Espécies Silvestres Ameaçadas de Extinção (CITES), trazendo a pesca de tubarões e o comércio dessas espécies sob licenciamento e regulamentação. Em 30 de janeiro de 2018, a NOAA Fisheries publicou uma norma final para listar o tubarão-galha-branca-oceânico como uma espécie ameaçada sob a Lei de Espécies Ameaçadas dos Estados Unidos (ESA) (83 FR 4153). De acordo com um estudo de janeiro de 2021 da Nature que estudou 31 espécies de tubarões e raias, o número dessas espécies encontradas em oceanos abertos caiu 71% em cerca de 50 anos. O tubarão-galha-branca-oceânico foi incluída no estudo.
1. 1 2 3 4 5 6 7  Rigby, C. L.; Barreto, R.; Carlson, J.; Fernando, D.; Fordham, S.; Francis, M. P.; Herman, K.; Jabado, R. W.; Liu, K. M.; Marshall, A.; Pacoureau, N.; Romanov, E.; Sherley, R. B.; Winker, H. (2019). «Carcharhinus longimanus». Lista Vermelha de Espécies Ameaçadas. 2019: e.T39374A2911619. doi:10.2305/IUCN.UK.2019-3.RLTS.T39374A2911619.en. Consultado em 13 de abril de 2022
2. 1 2 3 4 5  Froese, Rainer; Pauly, Daniel (eds.) (2013). "Carcharhinus longimanus" em FishBase. Versão February 2013.
3. ↑  «Carcharhinus longimanus (tubarão galha-branca-oceânico)». Fauna Digital - Rio Grande do Sul. Consultado em 6 de maio de 2022. Cópia arquivada em 3 de novembro de 2021
4. 1 2 3  Bass, A. J.; D'Aubrey, J. D.; Kistnasamy, N. (1973). Sharks of the east coast of southern Africa. 1. The genus Carcharhinus (Carcharhinidae) (PDF). Durban: Oceanographic Research Institute. pp. 49–55. ISBN 0869890085. Cópia arquivada (PDF) em 6 de setembro de 2013
5. 1 2 3  Baum, J. K.; Myers, R. A. (2004). «Shifting baselines and the decline of pelagic sharks in the Gulf of Mexico» (PDF). Ecology Letters. 7 (3): 135–45. doi:10.1111/j.1461-0248.2003.00564.x. Arquivado do original (PDF) em 24 de janeiro de 2012 Verifique o valor de |name-list-format=amp (ajuda)
6. ↑  Grande Dicionário Houaiss, verbete tubarão
7. ↑  «Carcharhinus longimanus (Poey, 1861)» (em inglês). ITIS (www.itis.gov). Consultado em 13 de abril de 2022
8. 1 2 3 4 5 6 7  Bester, Cathleen. «Oceanic Whitetip Shark». Florida Museum of Natural history. Consultado em 6 de maio de 2022. Cópia arquivada em 15 de dezembro de 2012
9. 1 2 3 4 5 6 7 8 9 10  Compagno, Leonard J. V. (1984). Sharks of the World: An annotated and illustrated catalogue of shark species known to date. 4, Part 2. Carcharhiniformes. Roma: Organização das Nações Unidas para Alimentação e Agricultura. pp. 484–86, 555–61, 588. ISBN 978-92-5-101383-0. Consultado em 6 de maio de 2022. Cópia arquivada em 22 de agosto de 2013
10. ↑  Lundvall, Michael. «Carcharhinus longimanus». Fishwatcher. Consultado em 6 de maio de 2022. Arquivado do original em 8 de dezembro de 2005
11. ↑  «Marine Life News». British Marine Life Study Society. Verão de 2004. Consultado em 6 de maio de 2022. Cópia arquivada em 9 de junho de 2017
12. ↑  Stafford-Deitsch, Jeremy (1988). Shark: A Photographer's Story. São Francisco, Califórnia: Sierra Club Books. ISBN 978-0871567338
13. 1 2  «Consideration of Proposals for Amendment of Appendices I and II (CoP15 Prop. 16)» (PDF). Convention on International Trade in Endangered Species (CITES). Março de 2010. Arquivado do original (PDF) em 12 de maio de 2013
14. ↑  Benchley, Peter (2002). Shark Trouble. Nova Iorque: Random House. ISBN 978-0812966336
15. ↑  «shark (n.)». Online Etymology Dictionary. Consultado em 6 de maio de 2022. Cópia arquivada em 4 de setembro de 2012
16. ↑  «This shark fought off a deep-sea squid, first-ever picture reveals». Animals. 5 de junho de 2020. Consultado em 6 de maio de 2022. Cópia arquivada em 28 de fevereiro de 2021
17. ↑  Marx, R. F. (1990). The History of Underwater Exploration. Mineola, Nova Iorque: Courier Dover Publications. p. 3. ISBN 978-0-486-26487-5. Consultado em 6 de maio de 2022. Cópia arquivada em 30 de junho de 2014
18. ↑  Cousteau, Jacques-Yves; Cousteau, Philippe (1970). The Shark: Splendid Savage of the Sea. Nova Iorque: Doubleday & Company, Inc. Verifique o valor de |name-list-format=amp (ajuda)
19. 1 2  Martin, R. Aidan. «Elasmo Research». ReefQuest. Consultado em 6 de maio de 2022. Cópia arquivada em 6 de fevereiro de 2006
20. ↑  «ISAF Statistics on Attacking Species of Shark». Flmnh.ufl.edu. 20 de maio de 2009. Consultado em 6 de maio de 2022. Cópia arquivada em 31 de agosto de 2012
21. ↑  «Oceanic Whitetip». howstuffworks.com. 5 de junho de 2008. Consultado em 6 de maio de 2022. Cópia arquivada em 11 de março de 2013
22. ↑  Stanton, Doug (2003). In Harm's Way: The Sinking of the USS Indianapolis and the Extraordinary Story of Its Survivors 1st Owl Books ed. Nova Iorque: H. Holt. ISBN 978-0-8050-7366-9
23. ↑  Helm, Thomas (1969). Shark! Unpredictable Killer of the Sea 6 ed. Springfield, Oio: Collier Books
24. ↑  «Egypt: German tourist killed in fourth Sharm el-Sheikh shark attack in a week». The Telegraph. 5 de dezembro de 2021. Cópia arquivada em 15 de julho de 2018
25. ↑  «US Experts Head to Egypt to Probe Shark Attacks». CBS News. 7 de dezembro de 2010. Cópia arquivada em 10 de novembro de 2016
26. ↑  «Monterey aquarium whitetip shark dies after three years». Napa Valley Register. Consultado em 6 de maio de 2022. Cópia arquivada em 10 de julho de 2020
27. ↑  «Oceanic Whitetip Shark Carcharhinus longimanus (Poey, 1861) in Captivity». H. F. Mollet. Consultado em 6 de maio de 2022. Cópia arquivada em 15 de maio de 2014
28. ↑  Lineaweaver, Thomas H. III; Backus, Richard H. (1969). The Natural History of Sharks. Nova Iorque: Lippincott Verifique o valor de |name-list-format=amp (ajuda)
29. ↑  Baum, J. K.; Kehler, D.; Myers, R. A. (2005). «Robust estimates of decline for pelagic shark populations in the northwest Atlantic and Gulf of Mexico». Fisheries. 30: 27–30. CiteSeerX 10.1.1.417.3687 Verifique o valor de |name-list-format=amp (ajuda)
30. ↑  «Endangered whitetip sharks to be protected». New Zealand Government. 27 de setembro de 2012. Consultado em 6 de maio de 2022. Cópia arquivada em 15 de setembro de 2016
31. ↑  «Wildlife (Oceanic Whitetip Shark) Order 2012». New Zealand government gazette. 6 de dezembro de 2012. Consultado em 6 de maio de 2022. Cópia arquivada em 5 de fevereiro de 2015
32. ↑  Duffy, Clinton A. J.; Francis, Malcolm; Dunn, M. R.; Finucci, Brit; Ford, Richard; Hitchmough, Rod; Rolfe, Jeremy (2018). Conservation status of New Zealand chondrichthyans (chimaeras, sharks and rays), 2016 (PDF). Wellington, New Zealand: Department of Conservation. 9 páginas. ISBN 9781988514628. OCLC 1042901090. Consultado em 6 de maio de 2022. Cópia arquivada (PDF) em 28 de janeiro de 2019
33. ↑  «Lista de Espécies da Fauna Ameaçadas do Espírito Santo». Instituto de Meio Ambiente e Recursos Hídricos (IEMA), Governo do Estado do Espírito Santo. Consultado em 7 de julho de 2022. Cópia arquivada em 24 de junho de 2022
34. ↑  Extinção Zero. Está é a nossa meta (PDF). Belém: Conservação Internacional - Brasil; Museu Paraense Emílio Goeldi; Secretaria do Estado de Meio Ambiente, Governo do Estado do Pará. 2007. Consultado em 6 de maio de 2022. Cópia arquivada (PDF) em 2 de maio de 2022
35. ↑  Lista das Espécies da Fauna Ameaçada de Extinção em Santa Catarina - Relatório Técnico Final. Florianópolis: Governo do Estado de Santa Catarina, Secretaria de Estado do Desenvolvimento Econômico Sustentável, Fundação do Meio Ambiente (FATMA). 2010
36. ↑  de Marques, Ana Alice Biedzicki; Fontana, Carla Suertegaray; Vélez, Eduardo; Bencke, Glayson Ariel; Schneider, Maurício; Reis, Roberto Esser dos (2002). Lista de Espécies da Fauna Ameaçadas de Extinção no Rio Grande do Sul - Decreto Nº 41.672, de 11 de junho de 2002 (PDF). Porto Alegre: Museu de Ciências e Tecnologia da Pontifícia Universidade Católica do Rio Grande do Sul; PANGEA - Associação Ambientalista Internacional; Fundação Zoo-Botânica do Rio Grande do Sul; Secretaria Estadual do Meio Ambiente (SEMA); Governo do Rio Grande do Sul. Consultado em 6 de maio de 2022. Cópia arquivada (PDF) em 31 de janeiro de 2022
37. ↑  «Decreto N.º 51.797, de 8 de setembro de 2014» (PDF). Porto Alegre: Estado do Rio Grande do Sul Assembleia Legislativa Gabinete de Consultoria Legislativa. 2014. Consultado em 6 de maio de 2022. Cópia arquivada (PDF) em 16 de março de 2022
38. ↑  «PORTARIA N.º 444, de 17 de dezembro de 2014» (PDF). Instituto Chico Mendes de Conservação da Biodiversidade (ICMbio), Ministério do Meio Ambiente (MMA). Consultado em 24 de julho de 2021. Cópia arquivada (PDF) em 12 de julho de 2022
39. ↑  «Lista Oficial das Espécies da Fauna Ameaçadas de Extinção do Estado da Bahia.» (PDF). Secretaria do Meio Ambiente. Agosto de 2017. Consultado em 6 de maio de 2022. Cópia arquivada (PDF) em 2 de abril de 2022
40. ↑  «Livro Vermelho da Fauna Brasileira Ameaçada de Extinção» (PDF). Brasília: Instituto Chico Mendes de Conservação da Biodiversidade (ICMBio), Ministério do Meio Ambiente. 2018. Consultado em 6 de maio de 2022. Cópia arquivada (PDF) em 3 de maio de 2018
41. ↑  «Macrobrachium carcinus (Linnaeus, 1758)». Sistema de Informação sobre a Biodiversidade Brasileira (SiBBr). Consultado em 6 de maio de 2022. Cópia arquivada em 2 de maio de 2022
42. ↑  MCGrath, Matt (11 de março de 2013). «'Historic' day for shark protection». BBC News. Consultado em 6 de maio de 2022. Cópia arquivada em 10 de junho de 2013
43. ↑  «Home page of NOAA Fisheries Service – Pacific Islands Regional Office». Consultado em 6 de maio de 2022. Arquivado do original em 22 de junho de 2018
44. ↑  Briggs, Helen (28 de janeiro de 2021). «Extinction: 'Time is running out' to save sharks and rays». BBC News. Consultado em 6 de maio de 2022. Cópia arquivada em 28 de janeiro de 2021
45. ↑  Richardson, Holly (27 de janeiro de 2021). «Shark, ray populations have declined by 'alarming' 70 per cent since 1970s, study finds». ABC News. Australian Broadcasting Corporation. Consultado em 6 de maio de 2022. Cópia arquivada em 29 de janeiro de 2021